# Хальциды
Хальци́ды (Chalcidoidea) — надсемейство подотряда стебельчатобрюхие отряда перепончатокрылые, включающее мельчайших представителей всего класса насекомые. Включает более 27 000 описанных видов, распространённых по всему миру. Потенциальное общее число видов оценивается от 375 000 до 500 000 таксонов (Heraty & Gates 2003, Noyes 2003). Для Средней Европы указано 2000 видов. Большинство видов мелкие и даже микроскопические (от 0,2 до 5 мм), часто металлически окрашенные. Жилкование крыльев почти полностью редуцировано до пары жилок, птеростигма отсутствует. Усики коленчатые не более чем из 15 члеников, с удлинённым основным члеником и с 1-3 колечками перед жгутиком. Яйцеклад самки выходит из-под вершины брюшка.

## Биология
Это паразитические насекомые, откладывающие свои яйца в тело хозяев (насекомых и других членистоногих). В случае заражения яиц хозяев называются яйцеедами. Взрослые особи питаются нектаром, сладкими выделениями тлей, гемолимфой хозяев.
Немногие хальцидовые являются фитофагами: к ним относятся люцерновая (Brychophagus roddi Guss.) и клеверная (B. gibbus Boh.) толстоножки, личинки которых живут в семенах этих бобовых и снижают их семенную продукцию. Личинки миндального семяеда (Eurytoma amygdali End.) живут в косточках абрикоса, сливы, вишни, миндаля, в семенах жёлтой акации - акациевый семяед (E. caraganae Nik.).
Некоторые хальцидоиды способны паразитировать на водных насекомых (Dytiscidae, Hygrobiidae, Hemiptera, Odonata) и следовать за ними в воду. Среди них в Европе обнаружены 2 вида Trichogrammatidae, 5 видов Mymaridae и 9 видов Eulophidae. Некоторые виды (Prestwichia aquatica Lubb., P. solitaria Rusch.) полностью адаптированы к жизни в воде и умирают без неё на открытом воздухе, другие виды (Mestocharis bimacularis Dalm.) живут на воздухе долгое время. Некоторые способны плавать под водой с помощью ног (Prestwichia Lubb.) или своих крыльев (Caraphractus Walk., Aprostocetus Westw.).
Все виды семейства агаониды (Agaoninae, Kradibiinae, Tetrapusiinae) развиваются в плодах диких видов инжира (Ficus), который они опыляют (например, инжирный плодовый наездник). Не опыляющие фиговые наездники делятся на три трофические категории: 1) галлообразователи, которые вызывают галлы из тканей растения, их личинка питается растущей тканью галла; 2) паразитоиды, которые откладывают свои яйца на других личинок, питающихся личинками хозяина; 3) клептопаразиты, которые убивают личинок галлообразователей, чтобы питаться тканями индуцированного галла. Не опыляющие фиговые наездники относятся к трем семействам (Eurytomidae, Ormyridae и Torymidae) и семи подсемействам (Colotrechninae, Epichrysomallinae, Otitesellinae, Pteromalinae, Sycoecinae, Sycophaginae и Sycoryctinae). 
Представители вида Lasiochalcidia pubescens паразитируют на личинках муравьиных львов Eureleon nostras и Myrmeleon inconspicuus.

## Выделение шёлка
Выделение шёлкоподобного вещества и коконопрядение у личинок отсутствует у большинства представителей Chalcidoidea. Изредка встречается выделение шёлка и у имаго, например, у 2 родов наездников Chalcidoidea (Eupelmus, Signophora).

## Генетика
Гаплоидный набор хромосом n = 3—12.

## Значение
Многие виды используются в биологическом методе борьбы с насекомыми-вредителями. Это, прежде всего, наездники-яйцееды из семейств Pteromalidae, Eulophidae, Aphelinidae и Encyrtidae. Некоторые (Blastophaga) являются ценными опылителями инжира.

## Классификация
Классификация группы значительно изменялась. Количество семейств хальцидоидов изменялось от 1 (Westwood 1840, Howard 1885-86, Handlirsch 1925) до 9 (Riek 1970), 11 (Burks in Krombein et al. 1979), 14 (Ashmead 1904), 16 (Yoshimoto 1984), 18 (Bouceck in Peck et al., 1964; Graham 1969), 20 (Foerster 1856) и до 24 (Никольская 1952). К концу XX века было принято 21 семейство (Boucek 1988) или 20 (Gibson 1993). Известно около 2000 родов (Noyes 1990).
Следующие семейства ранее трактовались некоторыми авторами в качестве подсемейств: Leucospidinae (Chalcididae); Eupelminae, Signiphorinae. Aphelininae (Encyrtidae); Eucharitinae, Ormyrinae, Perilampinae (Pteromalidae); Agaoninae (Torymidae); Elasminae (Eulophidae). К 2018 году число семейств установилось на уровне 24.

### Палеонтология
Древнейшие находки надсемейства известны из мелового периода, где обнаружены представители только двух семейств, Mymaridae и Tetracampidae (Yoshimoto 1975, Darling & Sharkey 1990, Engel & Grimaldi 2007). Предположительно к хальцидоидам относят верхнемеловой вид Chalscelio orapa. Ископаемое семейство Khutelchalcididae известно из Юрского и Мелового периодов (Rasnitsyn et al. 2004), однако его размещение в составе надсемейства Chalcidoidea было отвергнуто некоторыми авторами (Gibson et al., 2007). В 2018 году из бирманского мелового янтаря описано ископаемое семейство Diversinitidae из трёх видов (Diversinitus attenboroughi, Burminata caputaeria и Glabiala barbata).

### Семейства
На 2013 год указывалось 24 семейства, включая два ископаемых (Khutelchalcididae с одним видом и Diversinitidae) и три семейства, добавленные в 2013 году. В 2023 году описаны ископаемые семейства †Leptoomidae и †Protoitidae.
- Agaonidae (Walker, 1848)
  - фитофаги (опыляют растения Ficus). 757 видов
- Aphelinidae (Thomson, 1876)
  - паразиты тлей, Coccoidea, алейродид. 1100 видов.
- Azotidae Nikol’skaya & Yasnosh, 1966 (1 род, 92 вида, ранее включалось в Aphelinidae)[11]
- Chalcididae (Latreille, 1817)
  - паразиты куколок Lepidoptera, личинок Diptera. 1500 видов.
- Cynipencyrtidae Trjapitzin, 1973 (1 вид, ранее включалось в Tanaostigmatidae)[11]
- †Diversinitidae Haas, Burks & Krogmann, 2018 (3 вида)
- Elasmidae (с 2000 в составе Eulophidae)[15]
  - паразиты и гиперпаразиты Lepidoptera. 200 видов.
- Encyrtidae (Walker, 1837)
  - паразиты Coccoidea, Lepidoptera. 3600 видов.
- Eriaporidae Ghesquière, 1955 (5 родов, 22 вида, ранее включалось в Aphelinidae)[11] (= Pirenidae)
- Eucharitidae (Latreille, 1809)
  - паразиты муравьёв (Formicidae). 389 видов.
- Eulophidae (Westwood, 1829) (иногда включает Elasmidae)
  - паразиты Lepidoptera, Diptera, Coccoidea. 3900 видов.
- Eupelmidae (Walker, 1833)
  - паразиты Lepidoptera, орехотворок, Coleoptera, Hemiptera. 750 видов.
- Eurytomidae (Walker, 1832)
  - фитофаги, 1200 видов.
- †Khutelchalcididae Rasnitsyn, Basibuyuk & Quicke, 2004 (1 вид)
- †Leptoomidae Gibson, 2023[13]
- Leucospidae (Walker, 1834)
  - паразиты пчелиных Apoidea (Megachile). 134 видов.
- Mymaridae (Haliday, 1833)
  - паразиты Coleoptera, Hymenoptera, Hemiptera, Lepidoptera, сетчатокрылых (Neuroptera). 1300 видов.
- Ormyridae (Forster, 1856)
  - паразиты орехотворок (Cynipidae). 66 видов.
- Perilampidae (Latreille, 1809)
  - паразиты сетчатокрылых (Neuroptera), Coleoptera, Hymenoptera. 229 видов.
- †Protoitidae Ulmer & Krogmann, 2023[14]
- Pteromalidae (Dalman, 1820)
  - паразиты Coleoptera, Diptera, Hymenoptera. 4000 видов.
- Rotoitidae Bouček & Noyes, 1987 (2 рода, 2 вида)[16][17] (= Baeomorphidae)
- Signiphoridae (Ashmead, 1880)
  - паразиты Homoptera, Diptera, гиперпаразиты Encyrtidae. 78 видов.
- Tanaostigmatidae (Howard, 1890)
  - фитофаги и галлообразователи, 88 видов.
- Tetracampidae (Forster, 1856)
  - 44 видов.
- Torymidae (Walker, 1833)
  - фитофаги, паразиты оотек, 1500 видов.
- Trichogrammatidae (Haliday et Walker, 1851)
  - паразиты яйцееды Lepidoptera, Coleoptera. 700 видов.

### Изменения 2022 года
В 2022 году в ходе реклассификации птеромалид это крупнейшее семейство хальцидоидных наездников было разделено на 24 семейства и реструктурировано. Большинство бывших Otitesellinae, Sycoecinae и Sycoryctinae (все из семейства Agaonidae) сохраняются в трибе Otitesellini, которая переводится в Pteromalinae. Из состава Eupelmidae выделены в отдельные семейства таксоны Metapelmatidae (Metapelma) и Neanastatidae (Lambdobregma, Neanastatus). Кроме того выделен с неясным статусом род Eopelma incertae sedis в Chalcidoidea. Среди других изменений:
- Выделены семейства Boucekiidae, Calesidae, Ceidae, Cerocephalidae, Chalcedectidae, Cleonymidae, Coelocybidae, Diparidae, Epichrysomallidae, Eunotidae, Herbertiidae, Hetreulophidae, Heydeniidae, Idioporidae, Lyciscidae, Macromesidae, Melanosomellidae, Moranilidae, Neodiparidae, Ooderidae, Pelecinellidae (=Leptofoeninae), Pirenidae, Spalangiidae, Systasidae[18].
- В составе Pteromalidae (2022) подсемейства Colotrechninae (Amerostenini, Colotrechnini, Divnini, Trigonoderopsini), Erixestinae, Miscogastrinae (Diconocarini, Miscogastrini, Sphegigastrini), Ormocerinae, Pachyneurinae, Pteromalinae (Otitesellini, Pteromalini), Sycophaginae, Trigonoderinae[18].

### Классификация 2025 года
По состоянию на 2025 год известно более 27 000 описанных видов и 2200 родов в 50 современных и 3 вымерших семействах. Кроме них остаётся неясным систематическое положение ещё 15 таксонов (incertae sedis): подсемейства Asaphesinae, Austrosystasinae, Callimomoinae, Ditropinotellinae, Enoggerinae, Keryinae, Micradelinae, Neapterolelapinae, Parasaphodinae, †Phtuariinae, Storeyinae, а также роды †Aspidopleura, Eopelma, Jambiya и Rivasia. Филогенетический анализ не позволил отнести эти таксоны ни к одному из признанных семейств хальцидоидных, и они рассматриваются отдельно и требуют дальнейшего изучения.